# Ommanney-Gletscher
Der Ommanney-Gletscher ist ein 32 km langer Gletscher an der Pennell-Küste des ostantarktischen Viktorialands. Er mäandriert durch die Admiralitätsberge nach Norden und mündet in die Relay Bay im Westteil der Robertson Bay.
Teilnehmer der Southern-Cross-Expedition (1898–1900) unter der Leitung des norwegischen Polarforschers Carsten Egeberg Borchgrevink kartierten ihn erstmals. Borchgrevink benannte den Gletscher nach dem britischen Admiral und Arktisforscher Erasmus Ommanney (1814–1904), im Jahr 1850 Teilnehmer an der zweiten Franklin-Suchexpedition unter Horatio Thomas Austin.